# Antonio Romero Márquez
Antonio Romero Márquez (Montilla, Córdoba, 6 de octubre de 1936-Málaga, 22 de diciembre de 2022) fue un poeta español.

## Biografía
Estudió en las Universidades Laborales de Córdoba y Sevilla en donde cursó diversos estudios técnicos. Con una beca pudo más tarde ir a Madrid, realizando en la Universidad Complutense los estudios de Filosofía y Letras, en la especialidad de Filosofía, al tiempo que asiste a la Escuela Oficial de Periodismo y trabaja en diversas agencias de publicidad. En oposición de ámbito nacional obtiene su Cátedra de Instituto, en la especialidad de Lengua y Literatura. Por breve tiempo, estuvo vinculado al mundo del periodismo, decantándose por la enseñanza. Es autor de numerosos artículos (algunos de crítica literaria) en diversas revistas y periódicos (se le cita en la edición de Don Quijote de la Mancha del Instituto Cervantes).  Ha realizado diversas traducciones, entre ellas La elegía de Marienbad con verso rimado y con la misma estrofa que empleaba Goethe; así como también en verso rimado, y siguiendo el orden en que las rimas aparecen en el original, de Los Sonetos a Orfeo.
Ha publicado Silencio y columnas, libro que obtuvo el Premio Nacional de autores noveles, en 1982, obteniendo muy buenas críticas y siendo seleccionado por la revista norteamericana World Literature Today como el poemario español del año. A él se añaden otros títulos, (libros o plaquettes) como Versos para ser calumniado, Las palabras del viento, Sonetos, Raíz y vuelo, Addenda, Violenta violeta, Sobre sombras y esplendores,
El fuego es mío, Jardín de arena, por el que obtuvo el Premio Bahía, en el año 2001, con una segunda edición corregida y aumentada, así como  Arcilla iluminada, (por el que obtuvo el Premio “Vicente Gaos”), Málaga clara y otros poemas, Fuego negro (I Premio de Poesía Antonio Gala) y Con palabras que son de vuestras bocas (Premio Joaquín Lobato).
En 1993 fundó con Pedro J. Vizoso el suplemento Papel Literario, del Diario Málaga Costa del Sol. Fue el autor de los fascículos que formaron lo que sería el libro, con ilustraciones de cuadros del pintor, Picasso, Una mirada. En su poesía, hay ecos de poetas de todos los tiempos.[cita requerida] Domina la forma clásica, sabiendo que Fernando de Herrera llegó a escribir cuatro sextinas (poema al que dio actualidad Ezra Pound entre otros).
Por expreso encargo de Jorge Guillén seleccionó y recogió en una antología (Antología del mar)  Los poemas de Aire nuestro que versan sobre el mar o en los que este elemento tiene alguna presencia.
Pasó los últimos años de su vida en Málaga, donde encontró la paz y tranquilidad para realizar y finalizar la mayor parte de su obra.